# Ligne de Paris-Saint-Lazare au Havre
La ligne de Paris-Saint-Lazare au Havre est l'une des grandes artères radiales du réseau ferré français, d'une longueur de 228 kilomètres. Elle relie Paris aux agglomérations de Mantes-la-Jolie, de Rouen et du Havre, à travers les régions Île-de-France et Normandie.
Tracée le plus souvent dans la vallée de la Seine, franchissant six fois le fleuve, cette grande radiale possède un profil plutôt favorable de Paris à Rouen. Au nord de la capitale normande, le plateau du pays de Caux, au relief pourtant peu accentué, doit être atteint par de longues rampes, rendant le profil un peu plus difficile et imposant de multiples ouvrages d'art. Elle possède un équipement de bon niveau, permettant un trafic élevé.
Construite de 1843 à 1847 et destinée à relier Paris à Rouen puis au port du Havre, elle assure un important trafic inter-régional de voyageurs, mais également un fort trafic de marchandises, reliant le port du Havre, second port maritime français, à l'agglomération parisienne. Elle voit circuler les trains du Transilien Paris Saint-Lazare et ceux du TER Normandie. Sa saturation progressive, malgré la qualité de ses aménagements, a provoqué l'émergence de plusieurs projets, comme la ligne nouvelle Paris - Normandie, annulé avant d'être réactivé depuis, puis la liaison rapide Normandie - Val de Seine, permettant une importante augmentation de capacité et une accélération des relations.
Elle constitue la ligne 340 000 du réseau ferré national.

## Histoire

### Chronologie
- Le 23 mai 1840, concession du chemin de fer de Paris à Rouen ;
- En 1837, ouverture de Paris-Saint-Lazare à Colombes (aujourd'hui La Garenne-Colombes, ligne de Paris au Pecq) ;
- Le 9 mai 1843, mise en service de Colombes-Embranchement (La Garenne-Colombes) à Rouen (Saint-Sever) (128 km) ;
- Le 22 mars 1847, ouverture de Rouen au Havre (94 km)[2] ;
- Le 11 janvier 1966, électrification en 25 kV-50 Hz de la gare de triage d'Achères à la gare de triage de Sotteville ainsi que les raccordements d'Achères et des Ambassadeurs ;
- Le 20 septembre 1966, électrification en 25 kV-50 Hz de Paris-Saint-Lazare à la gare de triage d'Achères ;
- Le 28 février 1967, électrification en 25 kV-50 Hz du triage de Sotteville à Motteville ;
- Le 19 septembre 1967, électrification en 25 kV-50 Hz de Motteville à Bréauté-Beuzeville ;
- Le 5 décembre 1967, électrification en 25 kV-50 Hz de Bréauté-Beuzeville au Havre ainsi que les voies portuaires du Havre.

### Création de la ligne

#### De Paris à la mer
En 1838, la France compte divers tronçons épars de chemin de fer, mais aucune grande ligne entre deux agglomérations majeures du pays n'a encore été réalisée. Alors que le réseau britannique connaît une expansion continue depuis 1836, les réalisations marquent le pas en France, non en raison d'un manque d'enthousiasme des ingénieurs, mais de difficultés financières. Les industriels peuvent en effet difficilement assumer seuls une aussi lourde charge, et les financiers restent peu nombreux à tenter l'aventure. Toutefois, de grands projets commencent à être mis à l'étude, dont la réalisation d'une grande ligne de Paris à la mer.
Des capitalistes constituent deux compagnies, proposant deux tracés distincts : l'un d'eux suit la vallée de la Seine, l'autre emprunte les plateaux dominant le fleuve. En 1838, c'est la « compagnie des plateaux », constituée d'un capital de quatre-vingt-dix millions de francs, qui obtient par une convention signée avec le ministre des Travaux publics les 26 mai et 14 juin la concession de la nouvelle ligne. Cette convention est approuvée par une loi le 6 juillet 1838. La ligne doit relier Paris au Havre via Rouen, avec plusieurs embranchements vers Louviers, Elbeuf et Dieppe. Mais les actions du Chemin de fer d'Orléans subissent alors une forte dépréciation, et les fondateurs prennent peur : face au manque de confiance des investisseurs, l'entreprise échoue.

#### De Paris à Rouen

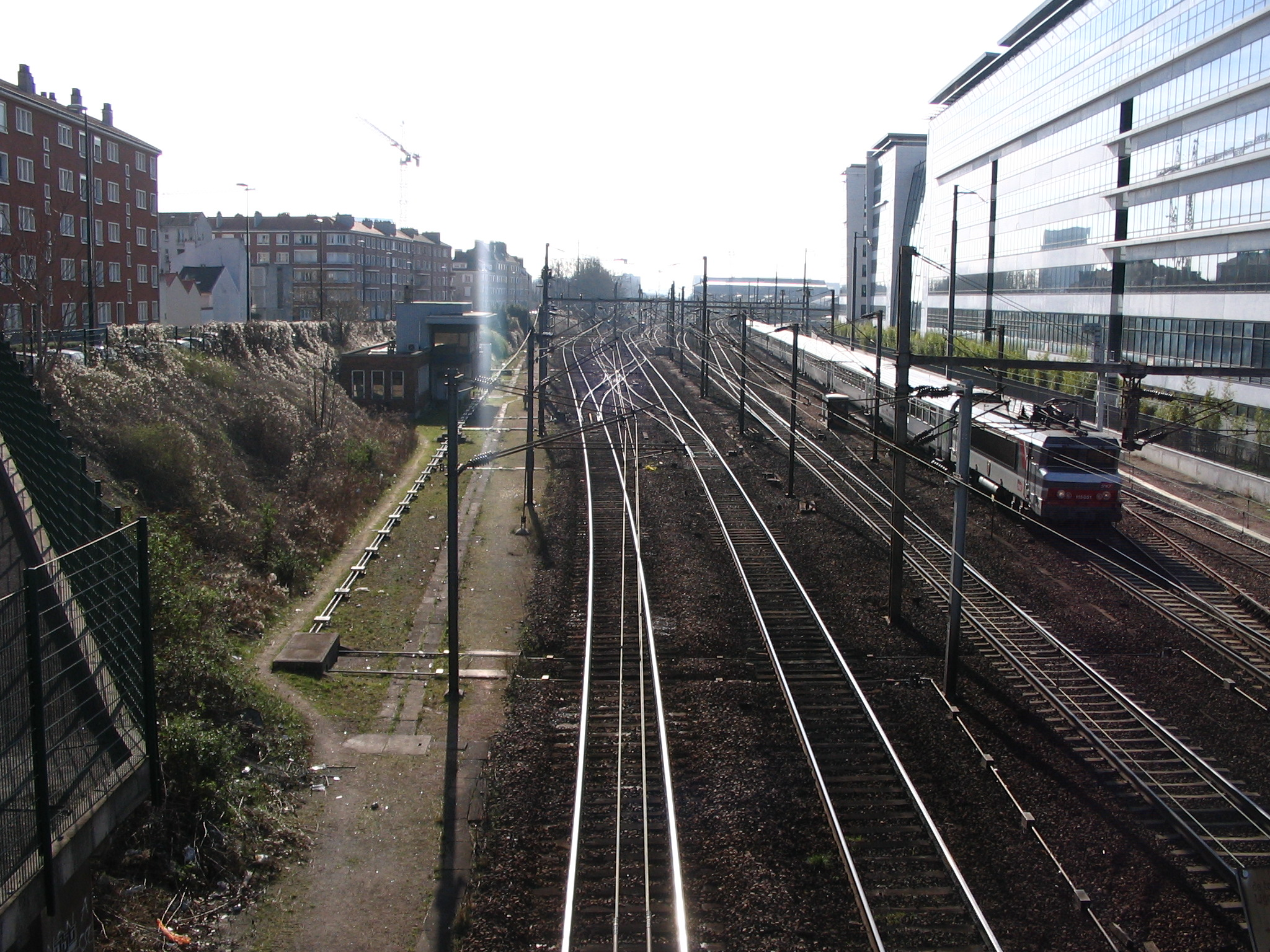
Les voies du groupe III vers Nanterre-Université (à gauche) et celles du groupe V vers Le Havre (à droite), à l'ouest de la gare de La Garenne-Colombes.

Le projet, réétudié, est concédé pour 99 ans par une convention signée le 23 mai 1840 entre le ministre des Travaux publics et Messieurs Charles Laffitte et Édouard Blount. Cette convention est approuvée par une loi le 15 juillet suivant. Cette fois, le projet a pour objectif de relier Paris à Rouen par la vallée de la Seine. La ligne constitue alors un embranchement de la ligne de Paris-Saint-Lazare à Saint-Germain-en-Laye. La compagnie s'engage à réaliser l'infrastructure à ses risques et périls, dans un délai de cinq ans à compter de la date de la concession. Elle se voit dotée d'un capital de trente-six millions de francs constitué d'actions de cinq-cents francs, et d'un prêt de l'État de quatorze millions de francs portant un intérêt de 5 %, et remboursable par trentième à compter du 15 juillet 1848.

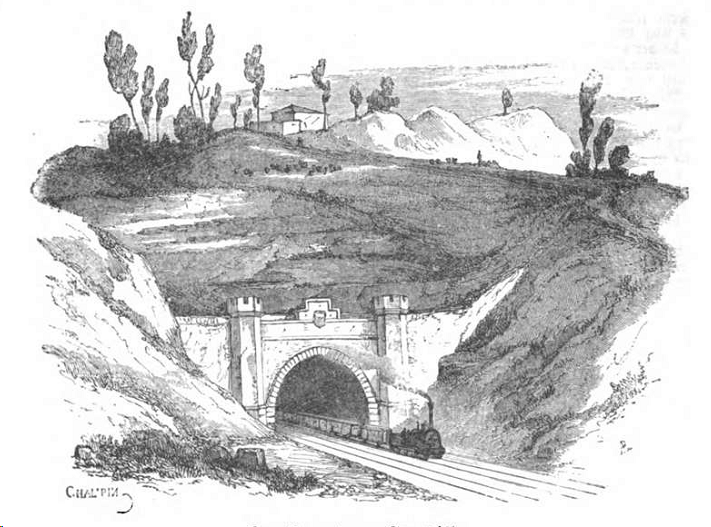
Tunnel de Tourville (1843)

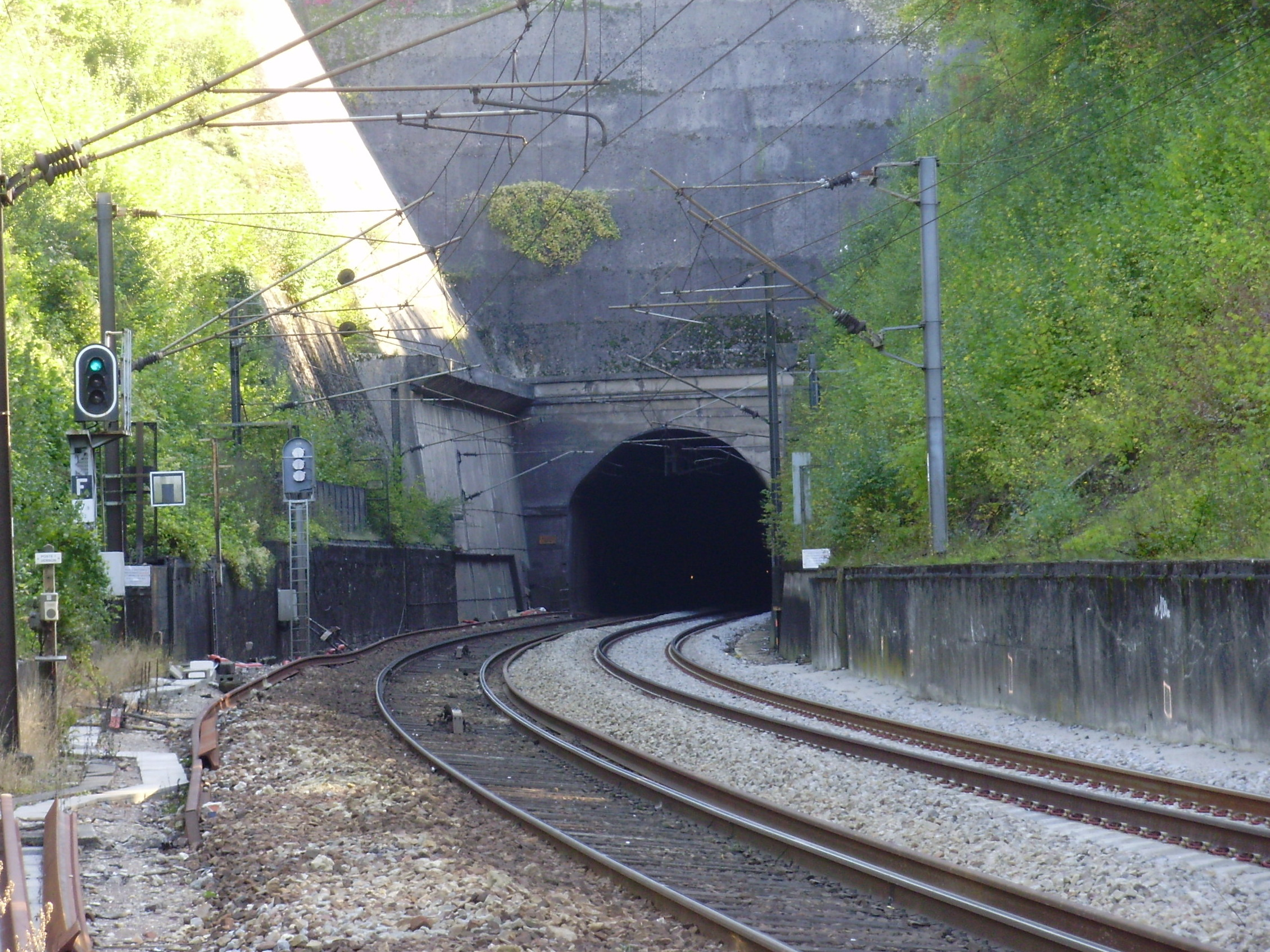
La tête nord-ouest du tunnel de Rolleboise.

La ligne, longue de 128 kilomètres, est établie à deux voies, avec des pentes ne dépassant pas la valeur de 5 millimètres par mètre, et des courbes d'au moins mille mètres de rayon. Elle dessert de nombreuses villes, en particulier Maisons, Poissy, Les Mureaux, Mantes, Bonnières, Vernon, Saint-Pierre-la-Garenne (station de Gaillon), Saint-Pierre-du-Vauvray (station de Louviers), Pont-de-l'Arche, et Tourville (station d'Elbeuf). La réalisation de l'infrastructure nécessite plusieurs ouvrages d'art remarquables et de profondes tranchées creusées dans le roc. De nombreux ponts, souvent obliques, et plusieurs tunnels sont nécessaires pour franchir les routes et les reliefs. Parmi les constructions particulièrement remarquables, figurent les viaducs sur la Seine, l'ouvrage permettant le passage sur la route de Meulan à Flins ainsi que le tunnel de Rolleboise et celui du Roule. Il fut parfois nécessaire de dévier la route royale dans les parties les plus étroites de la vallée, afin de placer la ligne entre elle et le fleuve en contrebas. Elle s'achève à Saint-Sever, faubourg de Rouen situé sur la rive gauche.
La construction, qui débute en mai 1841, est activement menée. La brique est largement utilisée à l'exemple de l'Angleterre, l'ingénieur de la ligne Joseph Locke, les entrepreneurs (Mackenzie et Brassey), l'architecte des stations William Tite, ainsi que la majorité des dix-mille ouvriers présents sur le chantier étant en effet anglais,. Deux ans plus tard, la ligne est inaugurée le 9 mai 1843,. Le premier convoi quitte à huit heures la gare de Paris-Saint-Lazare pour Rouen, précédé d'une machine circulant « haut-le-pied ». Le convoi atteint la capitale normande à 12 heures 56, après six arrêts, à la vitesse moyenne de 37 km/h. Le deuxième convoi quitte Paris quinze minutes plus tard : conduit par Locke, il emmène les princes.
Tout le parcours est décoré et à l'arrivée à Rouen, la garde nationale, la troupe, les députés avec bannières et emblèmes, ainsi que la population accueillent le convoi inaugural. La ligne est bénie par le cardinal archevêque de Rouen ; Locke et Thibeaudeau, secrétaire général de la compagnie, sont décorés de la Légion d'honneur par le roi. La population rouennaise s'est toutefois opposée au déploiement des couleurs anglaises dans l'ornementation du débarcadère, ainsi qu'à la présence d'ouvriers anglais dans le cortège. Les autres villes ne partagent pas ces oppositions historiques et accueillent tout le monde avec le même enthousiasme.
De son terminus parisien à Colombes, la ligne emprunte une partie de la ligne de Saint-Germain, moyennant le versement de 55 centimes par voyageur, 60 centimes par tonne de marchandise, 30 centimes par tonne de charbon, ainsi qu'un droit de gare de 40 centimes par tonne de marchandises chargées ou déchargées dans la gare Saint-Lazare.
Le coût de réalisation de la ligne dépasse de 30 % celui de la ligne d'Orléans. Il atteint 51 millions de francs en septembre 1844, auxquels s'ajoutent les frais liés à la demi-traversée de Rouen, soit 6,7 millions supplémentaires. La compagnie peut assumer ses charges grâce à deux emprunts de six et cinq millions, ainsi qu'avec un prêt de l'État d'un montant de quatre millions de francs. Heureusement pour elle, le succès est au rendez-vous et les recettes d'exploitation croissent rapidement : 11 899 voyageurs empruntent la ligne la première semaine d'exploitation, ils sont 17 241 la semaine du 22 au 28 août. L'ensemble du trafic rapporte 350 603 francs en juin, et 2 764 777 durant les six premiers mois. Le tronçon Rouen – Le Havre, concédé en juin 1842, lui apporte un supplément d'activité dès son ouverture en mars 1847.

#### De Rouen au Havre

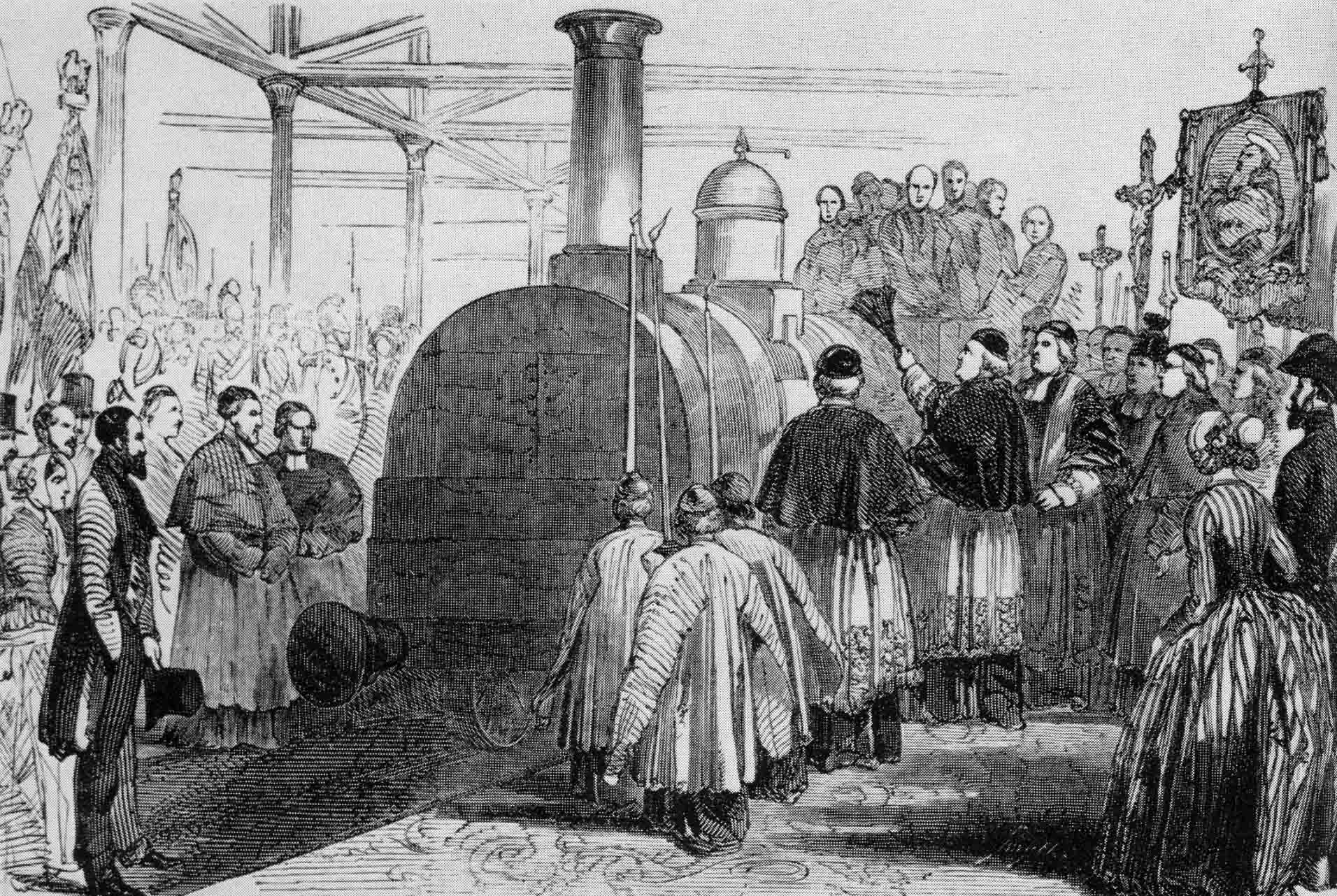
Inauguration de la ligne entre Rouen et Le Havre en 1847.

Le projet est concédé par une convention signée le 29 avril 1844 entre le ministre des Travaux publics et Messieurs Charles Laffitte et Édouard Blount. Cette convention est approuvée par une loi le 11 juin suivant.
La ligne de Paris à Rouen étant réalisée en 1843, il apparaît essentiel au gouvernement de la prolonger rapidement jusqu'au port du Havre. Ce nouveau tronçon mettrait Paris à six heures de la mer, en communication avec la Grande-Bretagne et l'Amérique. Il permettrait d'acheminer vers la région parisienne un fort tonnage de marchandises arrivées par bateaux, au fur et à mesure des besoins, sans stockage intermédiaire. Afin d'en faciliter la réalisation, la loi de concession accorde à la Compagnie une somme de huit millions de francs payable par quart suivant l'avancée des travaux, en plus d'un prêt de dix millions de francs au taux d'intérêt de 3 % avec franchise de huit ans. La ville du Havre ajoute une subvention d'un million de francs. Face au coût élevé de réalisation, la Compagnie, dotée d'un capital social de vingt millions de francs, doit également recourir à un emprunt de 18,75 millions avant mars 1847.
Contrairement au tronçon entre Paris et Rouen, le tronçon de Rouen au Havre délaisse la basse vallée de la Seine, pourtant ample, pour le plateau du pays de Caux, qui domine le fleuve de cent-cinquante mètres. Cet itinéraire, qui permet de se rapprocher de Dieppe dont la desserte est envisagée dès 1838, accroît le coût de construction par la réalisation de nombreux ouvrages d'art. Deux vallées sont utilisées pour permettre l'ascension du plateau à partir de Rouen et du Havre ; mais plusieurs vallées doivent également être franchies par d'imposants viaducs. La ligne compte ainsi une centaine de ponts, nécessite 4 895 338 mètres cubes de terrassements, et cumule 6 387 mètres de souterrains, pour l'essentiel exigés par le contournement de Rouen. Ce dernier est imposé par l'urbanisation de la vallée, la ligne ne pouvant couper la ville.
Tout comme sur le tronçon précédent, la brique est largement employée pour l'édification des ouvrages, malgré la prévention défavorable des entreprises françaises qui préfèrent la pierre. Toutefois, le surcoût engendré est compensé par une baisse des coûts de main-d'œuvre, les ouvriers anglais de nouveau employés sur le chantier étant habitués à son maniement. De plus, la solidité des constructions est attestée par leur nombre important outre-Manche, et fait l'objet de tests imposés par les Ponts et Chaussées. Les épreuves retardent d'ailleurs la livraison de la ligne, achevée en janvier 1846. Ce mois-là, le viaduc de Barentin, tout juste achevé, s'effondre, créant de vives polémiques, accusant la surcharge de ballast ou la faiblesse des piliers. Il est rapidement reconstruit en six mois, nécessitant seize millions de briques. La ligne est finalement inaugurée le 20 mars 1847 avec un peu plus d'un an de retard, puis ouverte le surlendemain aux voyageurs, et enfin le 31 aux marchandises.
La tourmente révolutionnaire du 24 février 1848 interrompt momentanément le trafic : il faut attendre le 15 avril pour que le pont de Rouen, incendié, soit reconstruit, et le 15 juin pour voir reconstruit le pont d'Asnières, permettant la remise en service de trains Paris – Le Havre.

### Fusion des compagnies
Bien que concédés à des sociétés distinctes, les tronçons de Paris à Rouen et de Rouen au Havre sont aux mains des mêmes actionnaires. Aussi, l'exploitation est très rapidement devenue commune, mais il faut attendre 1855 pour qu'un processus de fusion soit autorisé par l'État. Le 30 janvier 1855, les compagnies de Paris à Saint-Germain, de Paris à Rouen, de Rouen au Havre, de l'Ouest et de Paris à Caen et à Cherbourg signent une convention de fusion. Celle-ci est approuvée par une convention signée les 2 février et 6 avril suivants entre le ministre des Travaux publics et les Compagnies. Enfin, la fusion est approuvée par un décret impérial le 7 avril 1855. Cette fusion donne naissance à la Compagnie des chemins de fer de l'Ouest.

## Caractéristiques

### Tracé et profil

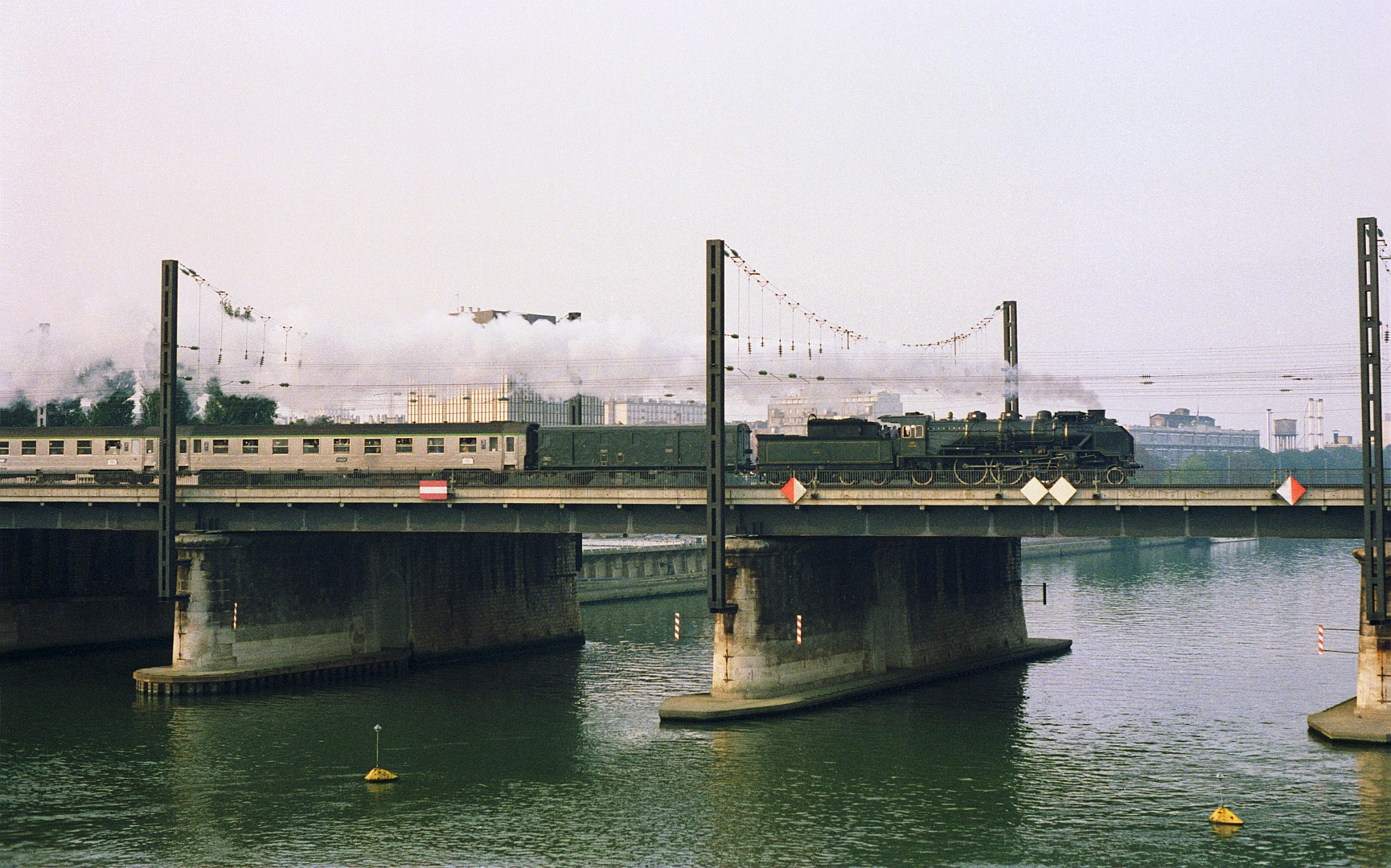
Un train à vapeur à destination du Havre franchit le pont ferroviaire d'Asnières, en octobre 1987.

De Paris à Rouen, le tracé est pour l'essentiel établi sur la rive gauche de la Seine, dont il suit le cours au plus près dans les parties rectilignes. Il coupe ses méandres les plus étroits par des tunnels, creusés dans les avancées du plateau boisé dominant le fleuve. Outre les deux grandes agglomérations reliées, la ligne dessert de nombreuses localités industrielles éparpillées le long de la Seine et de ses principaux affluents. La ligne se détache à Colombes de la ligne de Paris-Saint-Lazare à Saint-Germain-en-Laye, ouverte en 1837, traverse deux fois le fleuve en quelques kilomètres à Bezons puis Maisons-Laffitte, avant de s'établir sur sa rive gauche à partir de Poissy, après la traversée de la forêt de Saint-Germain-en-Laye.
Après avoir desservi Les Mureaux puis Mantes-la-Jolie, la ligne coupe un méandre grâce au tunnel de Rolleboise, suit de nouveau le fleuve sur une trentaine de kilomètres en desservant au passage Vernon, puis coupe un autre méandre par le biais de deux tunnels dont le tunnel du Roule sous le contrefort de Venables. Le tracé traverse la large plaine alluviale de l'Eure, avant de couper la Seine au Manoir et de s'établir sur sa rive droite. Après le tunnel de Tourville, la ligne se replace sur la rive gauche à Oissel, passe à Saint-Étienne-du-Rouvray, Sotteville, laisse sur sa gauche la ligne de Rouen-Gauche à Petit-Couronne (voies des quais), traverse à nouveau la Seine par un viaduc métallique de 370 mètres de long (dit viaduc d'Eauplet), franchit la côte Sainte-Catherine par un tunnel de 1 050 mètres, puis la vallée de l'Aubette au niveau de la bifurcation de Darnétal (vers les lignes d'Amiens et Lille côté est et les voies de la rive droite du port de Rouen côté ouest), avant de gagner la gare de Rouen-Rive-Droite, située dans une tranchée longue de 400 mètres à exactement 139,6 km de la gare de Paris-Saint-Lazare. La gare est encadrée côté Paris par le tunnel Beauvoisine (1 354 mètres) et côté Le Havre par le tunnel Saint-Maur (1 075 mètres).

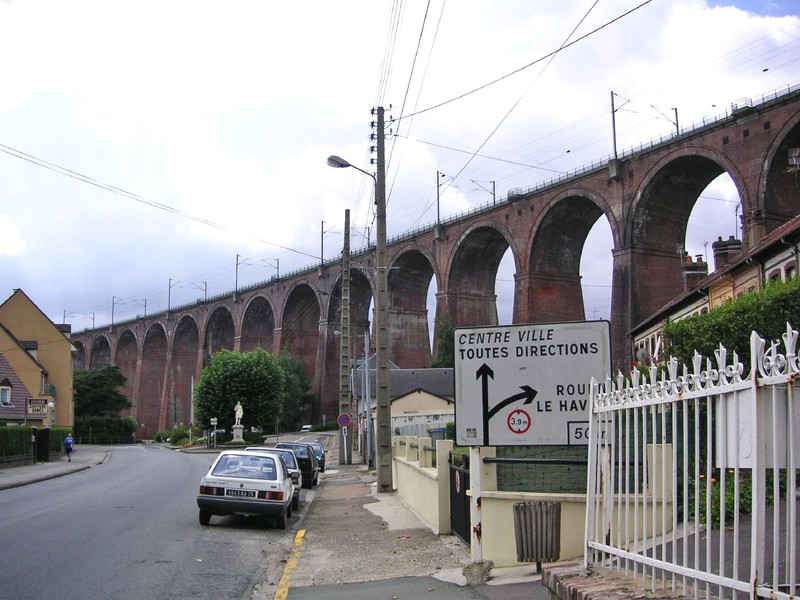
Viaduc de Barentin.

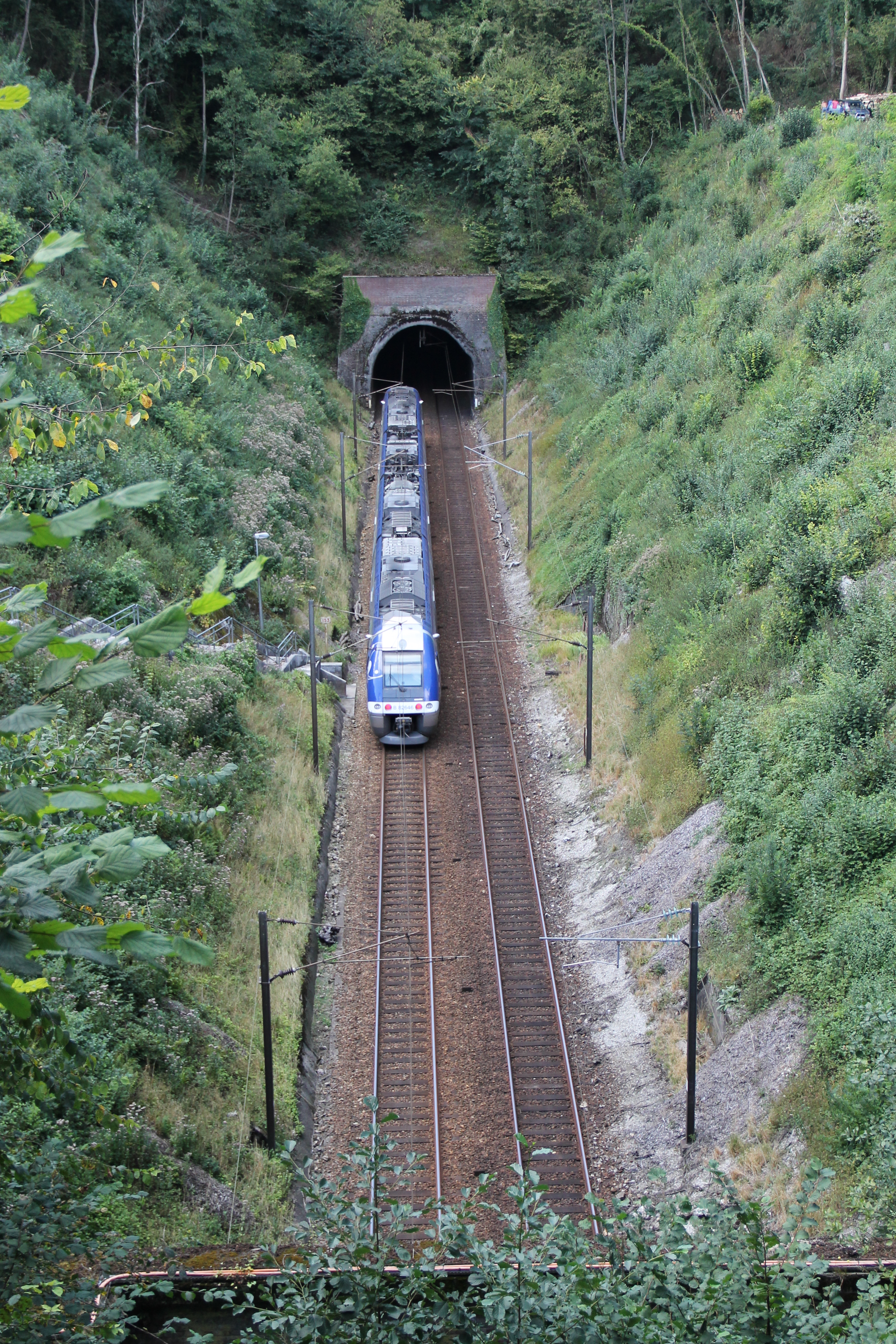
TER Rouen-Motteville entre les deux tunnels de Pissy-Pôville.

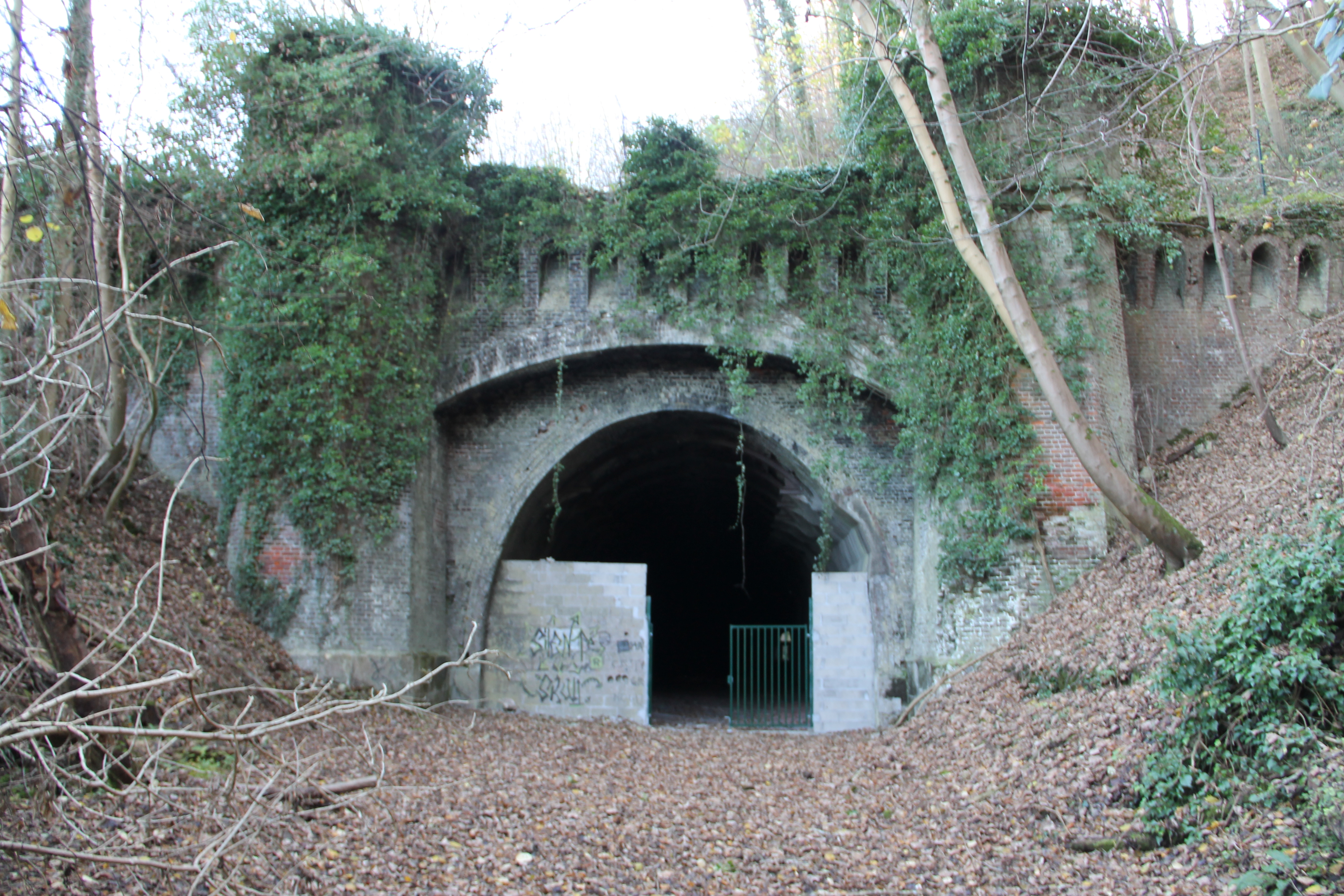
Vestiges du portail ouest du tunnel de Pavilly abandonné en 1964.

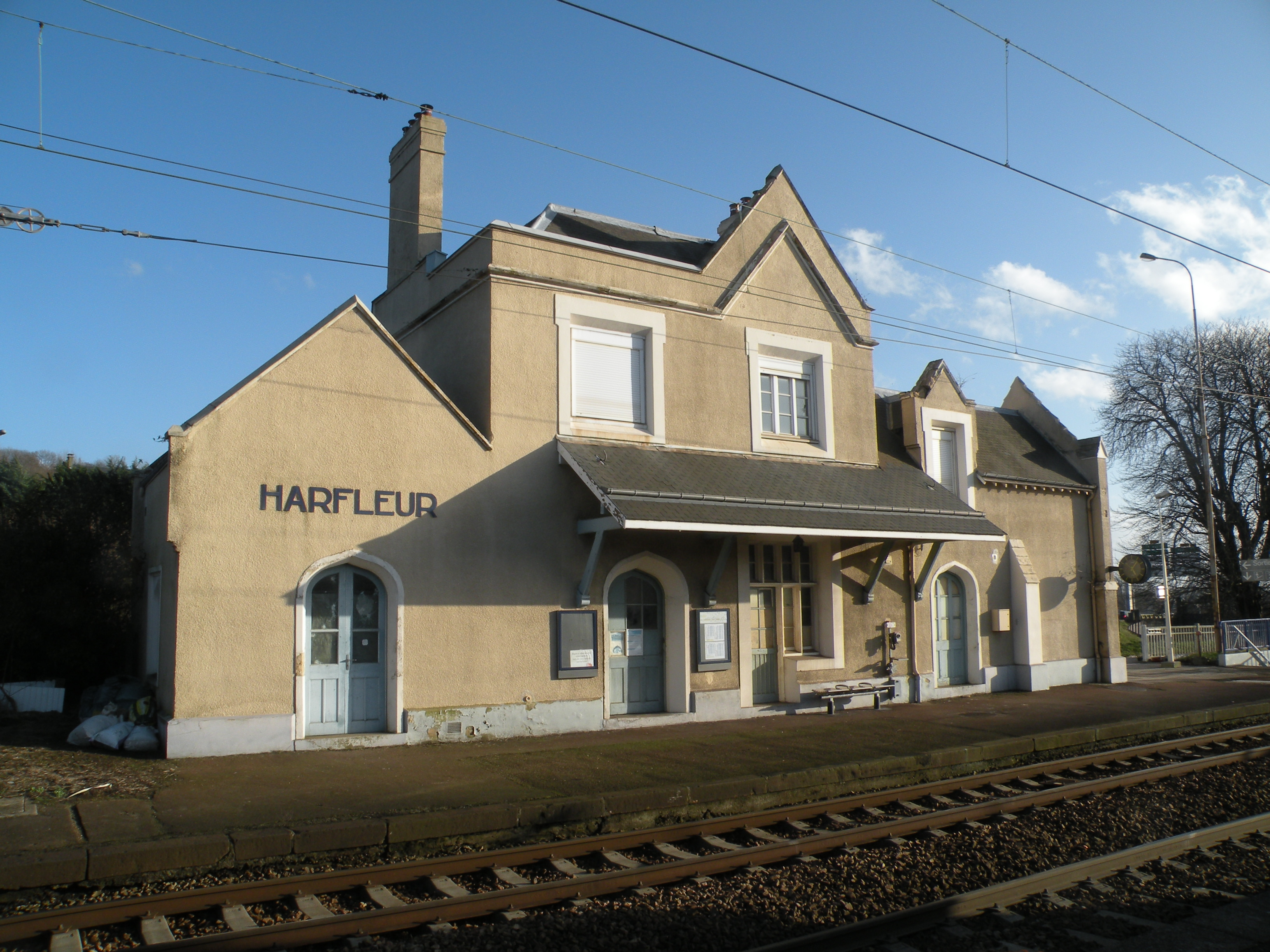
Gare d'Harfleur.

Dès la sortie de la gare de Rouen, la ligne se hisse peu à peu sur le plateau cauchois par une succession d'ouvrages : elle contourne les quartiers nord-ouest de la ville grâce à deux tunnels et atteint la vallée du Cailly (communes de Déville-lès-Rouen, Maromme, Notre-Dame-de-Bondeville). Puis, des tranchées et remblais ainsi qu'un pont biais de 140 mètres lui permettent d'atteindre le viaduc de Malaunay, haut de 26 mètres et formé de huit arches de 15 mètres d'ouverture franchissant la vallée du Cailly. Immédiatement après, se situe la bifurcation de la ligne de Malaunay - Le Houlme à Dieppe. Les deux tunnels de Pissy-Pôville (dont un de 2 200 mètres, le plus long du tronçon Rouen – Le Havre) précèdent les vingt-sept arches du viaduc de Barentin, haut de 33 mètres et long de 480 mètres enjambant la vallée de l'Austreberthe, que la ligne longe jusqu'à la gare de Pavilly. Un kilomètre et demi après celle-ci, le tracé initial, remontant en partie la vallée du Saffimbec, comportait un tunnel de 164 mètres en courbe (dit de Pavilly). L'état fortement dégradé de cet ouvrage et les perspectives de l'électrification ont provoqué son abandon au profit d'un nouveau tronçon  mis en service en 1964 après trois ans de délicats travaux interrompus par un éboulement. La ligne parvient ensuite en gare de Motteville, située à 145 mètres d'altitude sur le plateau cauchois. Peu avant cette gare, se raccorde la ligne de Montérolier - Buchy à Motteville qui permet de relier le port du Havre au nord de la France sans passer par Rouen. À sa sortie, part l'embranchement vers Saint-Valery-en-Caux, fermé au trafic depuis 1994.
Après Motteville, la ligne dessert Yvetot puis passe à proximité de Bolbec. La traversée du plateau s'effectue sans grand accident de relief sur une quarantaine de kilomètres, hormis la vallée de Mirville franchie par un viaduc en courbe de 530 mètres de long et de 32 mètres précédant la gare de Bréauté - Beuzeville, d'où part un double embranchement, au nord vers Fécamp, et au sud, avec passage sous le viaduc de Mirville, vers la raffinerie de Notre-Dame-de-Gravenchon. À Saint-Romain-de-Colbosc, la ligne descend vers Le Havre par la vallée de Saint-Laurent, sur onze kilomètres, en pente de huit millimètres par mètre. Elle coupe la vallée de la Lézarde à Harfleur (bifurcation vers Rolleville et Les Ifs), puis entre dans la plaine de Graville et atteint son terminus, la gare du Havre, située à l'est de la ville à proximité des bassins du port, à 228 km de la gare Saint-Lazare.

### Équipement
La ligne est à double voie sur la plus grande partie du parcours, avec plusieurs tronçons à trois ou quatre voies :
- 4 voies de Sartrouville à Poissy, de Vernouillet - Verneuil aux Mureaux, de Vernon - Giverny à Gaillon - Aubevoye et d'Oissel à Sotteville ;
- 3 voies de Houilles - Carrières-sur-Seine à Sartrouville et d'Aubergenville-Élisabethville à Mantes-Station[17] ;
- 2 voies de Paris-Saint-Lazare à Houilles - Carrières-sur-Seine (mais ces deux voies lui sont propres et aucun train desservant la proche-banlieue n'y circule), de Poissy à Vernouillet - Verneuil, des Mureaux à Aubergenville-Élisabethville, de Mantes-la-Jolie[18] à Vernon - Giverny, de Gaillon - Aubevoye à Oissel et de Sotteville au Havre.

La ligne est électrifiée comme tout le réseau Saint-Lazare en 25 kV-50 Hz monophasé, équipée du block automatique lumineux avec six sous-stations, du KVB et d'une liaison radio sol-train sans transmission de données, avec identification sur une partie du tracé.

### Vitesses limites
Le profil plutôt favorable de la ligne, sans être exceptionnel, autorise des vitesses généralement de l'ordre de 160 km/h, hormis en zone urbaine dense ou sur certains points singuliers du tracé.
Les vitesses limites de la ligne en 2011 pour les trains V 160 et V 200, en sens impair, sont indiquées dans le tableau ci-dessous ; toutefois, les trains de certaines catégories, comme les automotrices de banlieue ou les trains de marchandises, sont soumis à des vitesses limites plus faibles.

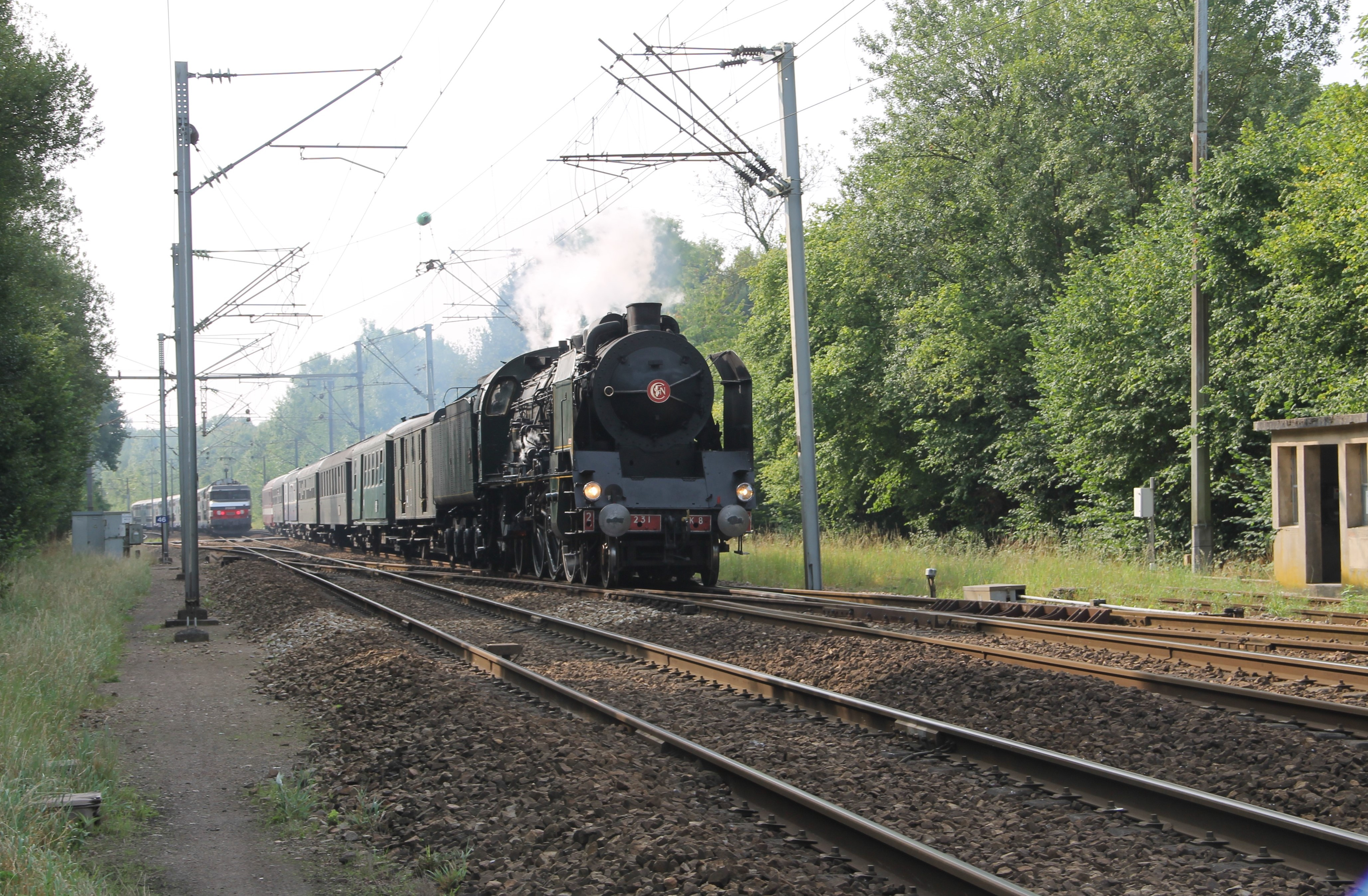
Croisement à Malaunay -
Le Houlme d'un train Intercités
Le Havre – Paris et d'un train spécial Sotteville – Dieppe du Pacific Vapeur Club.

| De                      | À                                | Limite |
| ----------------------- | -------------------------------- | ------ |
| Paris-Saint-Lazare      | Potence A 5 (PK 0,5)             | 30     |
| Potence A 5 (PK 0,5)    | Portique B (PK 2,1)              | 80     |
| Portique B (PK 2,1)     | Portique C (PK 3,7)              | 90     |
| Portique C (PK 3,7)     | PK (point kilométrique) 5,3      | 100    |
| PK 5,3                  | Sartrouville                     | 130    |
| Sartrouville            | Maisons-Laffitte                 | 140    |
| Maisons-Laffitte        | Achères - Grand-Cormier          | 150    |
| Achères - Grand-Cormier | Mantes-Station                   | 160    |
| Mantes-Station          | Bonnières                        | 150    |
| Bonnières               | PK 122,1                         | 160    |
| PK 122,1                | Bifurcation d'Eauplet (PK 135,1) | 140    |
| Bifurcation d'Eauplet   | Rouen-Rive-Droite                | 110    |
| Rouen-Rive-Droite       | Barentin                         | 130    |
| Barentin                | PK 163,9                         | 145    |
| PK 163,9                | PK 196,5                         | 160    |
| PK 196,5                | PK 200,2                         | 150    |
| PK 200,2                | Harfleur                         | 160    |
| Harfleur                | Le Havre                         | 140    |

### Ouvrages d'art remarquables

#### Viaducs
| Ouvrage                                         | Caractéristiques                                 | Situation géographique                       |
| ----------------------------------------------- | ------------------------------------------------ | -------------------------------------------- |
| Viaduc d'Asnières                               | reconstruit en 1912, longueur : 161 m            | Clichy, Levallois-Perret, Asnières-sur-Seine |
| Viaduc de Nanterre et Pont des Anglais - Bezons | *                                                | Nanterre, Bezons                             |
| Pont ferroviaire de Maisons-Laffitte            | reconstruit en arches de pierres en 1895 et 1896 | Sartrouville, Maisons-Laffitte               |
| Pont du Manoir                                  | *                                                | Léry, Le Manoir                              |
| Viaduc de Tourville                             | reconstruit                                      | Tourville-la-Rivière, Oissel-sur-Seine       |
| Viaduc d'Eauplet                                | *                                                | Sotteville-lès-Rouen, Rouen, Bonsecours      |

| Ouvrage            | Caractéristiques | Situation géographique |
| ------------------ | ---------------- | ---------------------- |
| Viaduc de Malaunay | *                | Le Houlme, Malaunay    |
| Viaduc de Barentin | *                | Barentin               |
| Viaduc de Mirville | longueur : 520 m | Nointot, Mirville      |

#### Tunnels
- Tunnel de Rolleboise (2 613 m)
- Tunnel du Roule (1 726 m)
- Tunnel de Venables (404 m)
- Tunnel de Tourville (502 m)
- Tunnels de Rouen (trois tunnels successifs dont deux encadrant la gare de Rouen-Rive-Droite)
  - Tunnel de Sainte-Catherine (1 056 m)
  - Tunnel de Saint-Hilaire (93 m)
  - Tunnel de Beauvoisine (1 354 m, avant la gare de Rouen-Rive-Droite)
  - Tunnel de Saint-Maur (1 075 m, après la gare de Rouen-Rive-Droite)
  - Tunnel du Mont-Riboudet (357 m)
- Tunnel de Pissy-Poville n°1 (2 204 m)
- Tunnel de Pissy-Poville n°2 (227 m)
- Tunnel de Pavilly (164 m)
- Tunnel de Harfleur (47 m)

## Trafic

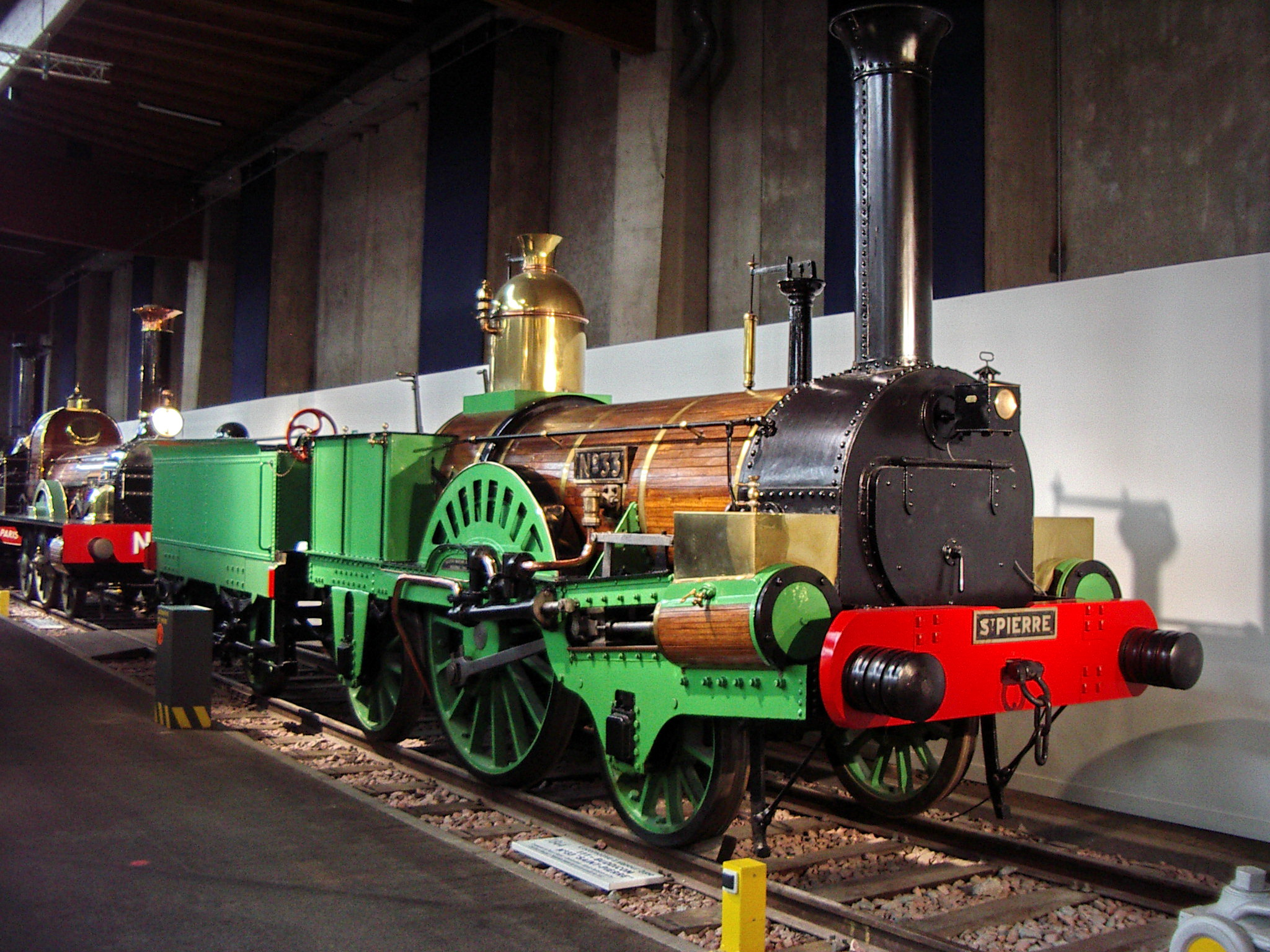
La locomotive Buddicom n°33, issue d'une série de quarante, construite pour l'ouverture de la ligne en 1843. Elle est aujourd'hui à la cité du train de Mulhouse.

Durant trois ans, de 1933 à 1935, avait été mis en marche pour les chefs de famille pressés de rejoindre leur villégiature sur la côte les samedis de la saison estivale, un rapide de 1re et de 3e classe dit à éclatement, le train 197. Celui-ci, bien que sans arrêt de Rouen au Havre, comprenait trois tranches de deux voitures directes pour Saint-Valery-en-Caux, pour Fécamp et Étretat, équipées d'un attelage automatique et d'un dispositif de freinage spécifique mis en œuvre par des agents spécialement formés. La première tranche était décrochée en marche avant la gare de Motteville qu'elle gagnait en roulant sur son erre, et où elle était reprise par une machine la conduisant à destination. La même opération avait lieu avant la gare de Bréauté - Beuzeville pour les deux autres tranches, qui gagnaient ensuite respectivement Fécamp et Étretat après s'être séparées en gare des Ifs. Ce train quittant Paris à 16 h et permettant de joindre Fécamp à 19 h 10 et Étretat à 19 h 29 ne fut cependant pas reconduit en 1936.
La ligne a longtemps été le terrain des mythiques Pacific Ouest autorisées à 130 km/h. Les performances de ces locomotives à vapeur étaient loin d'être ridicules. Par exemple, en 1962 le train rapide de 1re classe avec supplément mettait 2 h 26 pour rallier Paris-Saint-Lazare au Havre, performance permise par la prise d'eau en marche par écope dans un bac longitudinal entre les rails, et un unique arrêt intermédiaire à Rouen-Rive-Droite.
Après l'électrification, en 1966, les temps de parcours se raccourcissent. Par exemple, en 1975, les trains rapides de 1re classe avec supplément La Mouette, La Frégate et L'Albatros, avec un seul arrêt intermédiaire à Rouen-Rive-Droite, couvraient le trajet en 1 h 45 seulement.
Jusqu'en 1974, elle a vu circuler le mythique New York-Express, le train-paquebot de la Compagnie Générale Transatlantique (French Line)
qui assurait la correspondance, en gare maritime du Havre, avec le France.
En 2007, les temps de parcours s'échelonnent de 2 h à 2 h 4, tous les trains ayant un ou plusieurs arrêts intermédiaires. De ce fait, actuellement, il n'y a plus de train assurant le trajet en 1 h 45 ; ce temps de parcours serait difficile à garantir car depuis lors, le trafic de la grande couronne parisienne s'est accru et la ligne, qui accueille un fort trafic fret, est constamment au bord de la saturation. Le schéma directeur des lignes nouvelles de 1991 prévoyait une LGV Normandie. Aujourd'hui, ce projet n'est plus inscrit dans les plans de développement du ministère de tutelle, ce qui laisse peu de perspective d'amélioration à court terme sur cette ligne sauf au niveau de la fiabilité du matériel : l'ouverture du TGV Est Européen a libéré des BB 15000 qui étaient affectées aux liaisons rapides entre Paris-Est et l'Est de la France. Ces locomotives plus récentes ont remplacé, en 2010, les BB 16000 affectées à la ligne depuis son électrification. Pour faire face à la saturation de la ligne, particulièrement entre Poissy et Mantes-la-Jolie où les trains rapides sont souvent retardés par les trains de banlieue Transilien J, les régions Basse-Normandie et Haute-Normandie vont participer financièrement à l'aménagement de ce tronçon bien qu'il soit situé en Île-de-France.

## Perspectives

### La liaison rapide Normandie-Val de Seine
Le projet de liaison rapide Normandie-Val de Seine a pour objectifs l'amélioration de la ligne Paris - Le Havre, puis à terme la création d'une liaison directe entre la Normandie et l'aéroport Charles-de-Gaulle. Elle emprunterait la ligne du RER E prolongée à l'ouest, puis les voies dédiées au CDG Express. Ce projet fait suite à l'abandon du projet de LGV Normandie en 2001. Depuis l'annonce du Président de la République française, Nicolas Sarkozy, en juin 2009, le projet de la ligne nouvelle Paris-Normandie est réactivé et intégré dans le projet du Grenelle Environnement mais le projet de la liaison Normandie-Val de Seine reste toujours d'actualité avec quelques modifications de projet.

### La ligne nouvelle Paris - Normandie
La ligne nouvelle Paris - Normandie est un projet de ligne entre Paris-Saint-Lazare et la Normandie, conçue pour une vitesse maximale de 200 à 250 km/h. Elle concerne donc tant l'axe Paris-Caen-Cherbourg/Trouville - Deauville que l'axe Paris-Rouen-Le Havre.
Les objectifs de ce projet consistent à :
- améliorer la qualité et la régularité du service, en séparant les flux franciliens et normands entre Nanterre et Mantes ;
- dégager de la capacité sur le réseau existant pour la desserte de proximité, en particulier en Île-de-France (prolongement de la ligne E du RER) et à Rouen ;
- renforcer la compétitivité du rail en creusant l'écart des temps de parcours avec la route ;
- libérer de nouveaux sillons pour le trafic de marchandises.

Le projet se compose de trois sections prioritaires que sont Paris-Mantes, Mantes-Évreux et Rouen-Yvetot, avec la construction d'une nouvelle gare à Rouen, ainsi que d'une section non prioritaire, surnommée « Y de l'Eure », reliant Évreux, Bernay et Rouen. Des travaux en arrière-gare de Paris-Saint-Lazare (saut-de-mouton) sont également prévus afin de décroiser les flux Banlieue-Normandie.
Pour l'heure, les études préalables sont toujours en cours et l'enquête publique ne devrait débuter qu'en 2023.

## La ligne dans la culture
La gare parisienne de la ligne des Chemins de fer de l'Ouest sert de décor à l'acte I de l'opéra bouffe La Vie parisienne de Jacques Offenbach. Dans la première version en cinq actes de 1866, il s'agit de la gare du chemin de fer de l’Ouest rive gauche (gare Montparnasse) ; dans la seconde version de 1873 en quatre actes, de la gare du chemin de fer de l’Ouest rive droite (gare Saint-Lazare). En ouverture de la scène 1, le chœur, figurant les employés de la ligne, égrène une longue liste de stations normandes et bretonnes.
L'écrivain Émile Zola devient un riverain de la ligne lorsqu'il s'installe en 1878 à Médan, près de Poissy. Il y écrit La Bête humaine, une œuvre publiée en 1890 dont la ligne Paris - Le Havre est le cadre, plus précisément entre Malaunay et Barentin, au lieu-dit de la Croix de Mauffras, avec son PN qui voit les trois grands accidents de la ligne (le meurtre, la Lison dans la neige, la Lison contre le carrier). Ce roman est adapté au cinéma par Jean Renoir : le film La Bête humaine sort sur les écrans en 1938. Le film connaît un grand succès avec, en tête de distribution, Jean Gabin dans le rôle de Lantier, le conducteur de la locomotive « La Lison ».